# Cassandra's Dream
Cassandra's Dream är en fransk-brittisk-amerikansk film från 2007 med regi och manus av Woody Allen. Filmen hade svensk premiär den 21 december 2007.

## Rollista
- Colin Farrell - Terry Blaine
- Ewan McGregor - Ian Blaine
- Sally Hawkins - Kate
- Tom Wilkinson - Farbror Howard
- Hayley Atwell - Angela Stark
- John Benfield - Herr Blaine
- Philip Davis - Martin Burns
- Clare Higgins - Fru Blaine